# Nidderau
Nidderau település Németországban, Hessen tartományban. Lakosainak száma 20 652 fő (2023. december 31.).

## Népesség
A település népességének változása:
| Lakosok száma | 19 924 | 20 051 | 20 120 | 20 333 | 20 539 | 20 700 | 20 652 |
|               | 2014   | 2016   | 2017   | 2019   | 2021   | 2022   | 2023   |